# 美国专用域名
美国专用域名，通常是指只用于美国的域名。由于美国是信息产业的龙头，在制定互联网域名计划时规定了一些只可供美国使用的頂級域名，如美国政府的.gov和美国官方军事的.mil等。
.edu雖然是開放給各國教育單位註冊使用的通用頂級域名，但現有註冊使用的大多數是美國境內的教育單位。

## 例子
一些常见的美国专用域名包括：
- .gov：美国政府专用域名。其他国家的政府专用域名一般为.gov.地方域名，例如香港的.gov.hk，中国大陆的.gov.cn，台湾的.gov.tw等。
- .mil：美国军事专用域名。
- .us：美国居民或企业专用域名。